# Naoe Kinoshita
Pour les articles homonymes, voir Kinoshita.
Naoe Kinoshita (木下 尚江, Kinoshita Naoe) (né le 12 octobre 1869, mort le 5 novembre 1937) est un romancier japonais, militant pacifiste et socialiste chrétien.

## Ouvrages
- « Confession d'un mari » (良人の自白, Ryōjin no Jihaku?)
- « Piller de feu » (火の柱, Hi no Hashira?)

## Source de la traduction
- (en) Cet article est partiellement ou en totalité issu de l’article de Wikipédia en anglais intitulé « Kinoshita Naoe » (voir la liste des auteurs).
- Notices d'autorité :   - VIAF
  - ISNI
  - BnF (données)
  - IdRef
  - LCCN
  - GND
  - Japon
  - CiNii
  - Pays-Bas
  - Israël
  - NUKAT
  - WorldCat